# Tommy Cogbill
Tommy Cogbill (* 8. April 1932 in Johnson Grove, Tennessee; † 7. Dezember 1982 in Nashville, Tennessee) war ein US-amerikanischer Bassist.

## Karriere
Cogbill begann im Alter von sechs Jahren zunächst mit dem Gitarrespiel und wechselte später zum E-Bass. Er war zunächst Studiomusiker bei den FAME Studios in Muscle Shoals, wo er unter anderem Wilson Pickett und Aretha Franklin begleitete. Er wechselte 1967 zu Chips Momans American Sound Studio in Memphis, wo er auf mehreren Alben von Elvis Presley zu spielte. Er ist unter anderem auf den Hitsingles Funky Broadway von Wilson Pickett, In the Ghetto von Elvis Presley und Respect sowie (You Make Me Feel Like) A Natural Woman von Aretha Franklin zu hören. Ab Ende der 1960er Jahre war er auch als Musikproduzent tätig, hervorzuheben ist seine Zusammenarbeit mit Neil Diamond, insbesondere die Single Sweet Caroline.
Cogbill erlag 1982 im Alter von 50 Jahren den Folgen eines Schlaganfalls.

## Diskografie (Auszug)
- 1966: The Exciting Wilson Pickett – Wilson Pickett
- 1966: The Wicked Pickett – Wilson Pickett
- 1967: King Size Soul – King Curtis
- 1967: Aretha Arrives – Aretha Franklin
- 1968: I Wish I Knew – Solomon Burke
- 1969: Memphis Underground – Herbie Mann
- 1969: From Elvis in Memphis – Elvis Presley
- 1969: Dusty in Memphis – Dusty Springfield
- 1970: Back in Memphis – Elvis Presley
- 1972: Jesus Was a Capricorn – Kris Kristofferson
- 1973: Raised on Rock – Elvis Presley
- 1974: Okie – J.J. Cale
- 1974: Good Times – Elvis Presley
- 1974: A-1-A – Jimmy Buffett
- 1974: Seven – Bob Seger
- 1975: Can’t Beat the Kid – John Hammond
- 1976: Troubadour – J.J. Cale
- 1980: Love Has No Reason – Debby Boone
- 1981: Shades – J.J. Cale